# Sixième gouvernement de Croatie

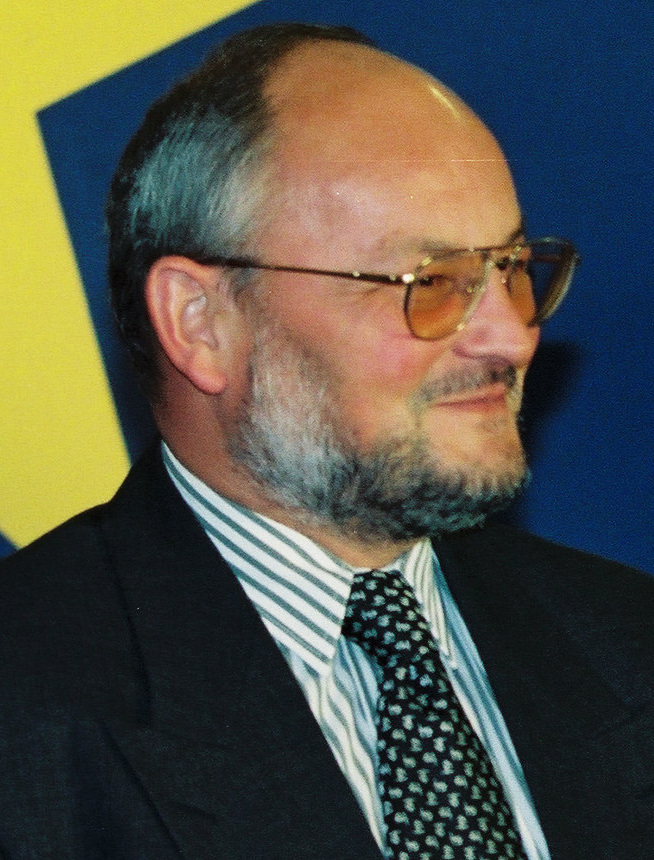
Zkatko Matesa, premier ministre du sixième gouvernement de Croatie

Le Sixième gouvernement de la république de Croatie a dirigé la Croatie du 7 novembre 1995 au 27 janvier 2000. Il était mené par Zlatko Mateša.

## Composition du Gouvernement
- Premier ministre : Zlatko Mateša

### Vice-Premier ministre
- Ljerka Mintas-Hodak
- Ivica Kostović (jusqu'au 14.10.1998)
- Jure Radić
- Mate Granić
- Milan Ramljak (du 14.05.1998 au 13.04.1999)
- Borislav Škegro

### Ministres
- Ministre des Finances
  - Božo Prka, jusqu'au 11 septembre 1997
  - Borislav Škegro, à partir du 11 septembre 1997
- Ministre de l'économie
  - Davor Štern, jusqu'au 14 avril 1997
  - Nenad Porges, à partir du 14 avril 1997
- Ministre des anciens combattants
  - Juraj Njavro, à partir du 19 décembre 1997
- Ministre de la culture
  - Božo Biškupić
- Ministre de la défense
  - Gojko Šušak, jusqu'au 3 mai 1998
  - Andrija Hebrang, du 14.05.1998 au 14.10.1998
  - Pavao Miljavac, à partir du 14.10.1998
- Ministre de l'agriculture et des forêts
  - Matej Janković, jusqu'au 16.12.1996
  - Zlatko Dominiković, du 16.12.1996 au 22.02.1999
  - Ivan Đurkić, à partir du  22.02.1999
- Ministre de la Mer, des Transports et des communications
  - Ivica Mudrinić, jusqu'au 05.02.1996
  - Željko Lužavec, du 05.02.1996 au 04.08.1999
  - Ivan Pavlović, à partir du  16.08.1999
- Ministre de l'immigration et de l'émigration
  - Marijan Petrović, du 13.11.1996 au 01.06.1999
- Ministre de la justice
  - Miroslav Šeparović, jusqu'au 20.04.1998
  - Milan Ramljak du 14.05.1998 au 13.04.1999
  - Zvonimir Šeparović, à partir du 15.04.1999
- Ministre des privatisations et des propriétés
  - Ivan Penić, jusqu'au 16.12.1996
  - Milan Kovač, à partir du 16.12.1996 au 01.04.1999
- Ministre de l'aménagement du territoire, de la construction et du logement
  - Marina Matulović-Dropulić, jusqu'au 16.12.1996
  - Marko Širac, jusqu'au 16.12.1996
- Ministre de l'éducation et des sports
  - Ljilja Vokić, jusqu'au 04.03.1998
  - Božidar Pugelnik, du 04.03.1998 au 05.10.1999
  - Nansi Ivanišević, à partir du 05.10.1999
- Ministre du travail et de la sécurité sociale
  - Joso Škara
- Ministre du développement et de la restauration
  - Jure Radić, jusqu'au 18.05.1999
- Ministre du développement de l'immigration et de la restauration
  - Jure Radić, à partir du 18.05.1999
- Ministre du tourisme
  - Niko Bulić, jusqu'au 11.09.1997.)
  - Sergej Morsan, du 11.09.1997. au 15.04.1999
  - Ivan Herak, à partir du 15.04.1999
- Ministre de l'intérieur
  - Ivan Jarnjak, jusqu'au 16.12.1996
  - Ivan Penić, à partir du  16.12.1996
- Ministre de l'administration
  - Davorin Mlakar, du 02.03.1994. au 04.03.1998.
  - Marijan Ramušćak, du 04.03.1998. au 17.02.1999
- Ministre des Affaires étrangères
  - Mate Granić
- Ministre chargé des relations spéciales entre la république de Croatie et la fédération de Bosnie-et-Herzégovine et des relations avec la Bosnie-Herzégovine
  - Milan Kovač, à partir du 15.04.1999
- Ministre de la santé 
  - Andrija Hebrang, jusqu'au 14.05.1998
  - Željko Reiner, à partir du 14.05.1998
- Ministre des sciences et technologies
  - Ivica Kostović, jusqu'au 14.10.1998
  - Milena Žic-Fuchs, à partir du 22.02.1999
- Ministre de l'Intégration européenne
  - Ljerka Mintas-Hodak, à partir du 04.03.1998
- Ministre du gouvernement
  - Branko Močibob, jusqu'au 15.05.1997
  - Juraj Njavro, du 13.11.1996 au 19.12.1997
  - Vladi Marijan Petrović, à partir du 13.11.1996
- Secrétaire du Gouvernement
  - Jagoda Premužić

## Sources
- (en) « 6th Government of the Republic of Croatia », sur www.vlada.hr, 11 juillet 1995 (consulté le 14 mai 2009)